# 微旅遊
微旅遊（日语： Maikuro-tūrizumu）是星野集團的代表星野佳路所提出之概念，主張讓日本人回歸国内旅行，重新發現附近的魅力，幫助在新型冠狀病毒感染症疫情下，失去訪日外国人旅行者入境消費的国内觀光產業實現復甦。
受冠狀病毒疫情影響，人們對長距離、長時間移動感到不安，国内旅行亦不能幸免，而有名的觀光地，又會令人擔心3密風險；在「後冠狀病毒」及「與冠狀病毒共存」時代，不少人旅行時，會考慮選擇方便前往的較近地點。
在微旅遊概念提出前，有觀光地已（在自治体或DMO(觀光地域營造法人)主導下）實施類似措施，主打便宜、距離近、時間短，名稱主要有「最小旅遊」（ミニマムツーリズム）、「小旅遊」（スモールツーリズム）、「短旅行」（ショートトリップ）等。

## 支援政策
為支援遭遇寒冬的国内觀光相關行業，政府已推出經濟政策，在国土交通省、觀光廳、經濟產業省主導下實施「Go to Travel Campaign」，包括住宿金額減半（上限2万日圓）等措施；除長時間、遠距離旅行外，亦有望推動微旅遊發展。

## 實施實例
有外国旅客麥加之稱的京都市，因人多擠迫，觀光公害顯著，不少日本人都不想去；當地疫情後已重新開始向日本人推廣，並向住在京都市區的人推介同属京都市的右京区、京北地区（京都丹波高原国定公園範圍）的北山杉森林地貌景觀及桂川上流流域。

## 問題
微旅遊最短可即日來回，比起團體旅行更適合個人前往，使用住宿行業、遊覽車、旅行社的團體旅遊服務機会較低，產生的商業週期可能不能惠及所有觀光業。
而Go To Campaign在公開招募承辦商時，被在野党不斷批評委託費高達3095億日圓，佔到總事業費2成，最終令到公開招募暫停，計劃實施大幅延後；有批評指暑期人群聚集會引致擠迫，疫情捲土重來後又要再次避免外出，時間窗口期太短。